# 왕보보 (연예인)
왕바오바오(중국어 정체자: 王寶葆, 병음: Wáng Bâobâo, 한자음: 왕보보, Lukian Wang, 1990년 7월 27일 ~ )는 홍콩의 배우이자 모델이다.